# Boituva (kommun)
Boituva är en kommun i Brasilien.   Den ligger i delstaten São Paulo, i den sydöstra delen av landet, 800 km söder om huvudstaden Brasília. Antalet invånare är 48 323.
Följande samhällen finns i Boituva:
- Boituva

Omgivningarna runt Boituva är en mosaik av jordbruksmark och naturlig växtlighet. Runt Boituva är det ganska tätbefolkat, med 149 invånare per kvadratkilometer.